# Hugo de Ibelín (cruzado)
Hugo de Ibelín (c. 1130 - 1169/1170) fue un importante noble en el Reino Cruzado de Jerusalén. 

## Vida
Hugo fue el hijo mayor de Barisán de Ibelín y Helvis de Ramla. Luego de la muerte de Barisán en 1150, Hevlis se casó con el Guardián de Jerusalén, Manasses, quien fue uno de los partidarios más importantes de la Reina Melisenda en el enfrentamiento contra su hijo Balduino III. Manasses fue exiliado en 1152 cuando Balduino salió victorioso de este enfrentamiento, permitiendo a Hugo heredar Ramala por parte de su madre. Hugo tomó parte en la conquista de Ascalón en 1153, y en 1157 fue capturado en la batalla en Banias, siendo liberado probablemente el año siguiente. 
En 1159 visitó el Principado de Antioquía y conoció al Emperador Bizantino Manuel I Comneno, quien había llegado a tener autoridad sobre el principado. 
Hugo participó en la expedición de Amalarico a Egipto en 1167 y fue responsable de la construcción de un puente sobre el Nilo. Los cruzados se aliaron con el sultán en contra de Shirkuh, el general de Nur al-Din, quien también luchaba por controlar Egipto, y Hugo fue mandado a proteger El Cairo junto con el hijo del sultan Kamil. Hugo fue el primer cruzado en ver el palacio del sultán. En el asedio de Bilbeis durante la misma campaña egipcia, de acuerdo con la tradición familiar de Ibelín, la vida de Hugo fue salvada por Felipe de Milly luego de romperse la pierna y caer debajo de su caballo. Hugo murió alrededor de 1170 durante un peregrinaje a Santiago de Compostela. Ibelín pasó a su hermano Balduino.

## Familia
En 1163 Hugo se casó con Inés de Courtenay, la anterior esposa del rey Amalarico I y su madre de Balduino IV. Es posible que Inés se hubiera casado con él antes de 1157, pero se esposó con Amalarico después de que Hugo fuera hecho prisionero y Amalarico fuera forzado a divorciarse antes de ser rey en 1163.
Otro Hugo de Ibelín fue el hijo de Juan de Ibelín, el antiguo señor de Beirut, y sobrino nieto de este Hugo.